# Deutscher Tischfußballbund
Der Deutsche Tischfußballbund (DTFB) e. V. ist der Dachverband für Tischfußball in Deutschland und wurde am 20. Juni 1969 gegründet. Der DTFB ist der Dachverband der 13 deutschen Landesverbände, in denen Regionalligen und Turniere ausgerichtet werden. Nach den Landes-Ranglisten werden zum einen Spieler zur Deutschen Meisterschaft und zum anderen Ligamannschaften für die 1. und 2. Bundesliga entsandt. Ziele des DTFB sind die Anerkennung von Tischfußball als Sportart und die Förderung des Spitzen-, Breiten- und Jugendsports.
Der DTFB ist Mitglied im Weltverband des Tischfußballs ITSF und stellt derzeit mit Klaus Gottesleben den Vizepräsidenten des Weltverbandes.